# Hans Lunell
Hans Wilhelm Bültropp Lunell, född 12 april 1944 i Skellefteå, är en svensk kompositör och författare. 

## Biografi
Familjen flyttade till Uppsala 1959 och efter studentexamen studerade Hans Lunell bland annat musikforskning (numera benämnt musikvetenskap) och matematik vid Uppsala Universitet. 
Under studentåren på 60-talet ägnades sig Hans åt körsång och jazzmusik. Han började även tidigt göra egna arrangemang för kör och jazzensembler, och komponera mindre verk. Under 1970-talet forskade och undervisade Hans i datalogi vid Linköpings Universitet. Han disputerade i datalogi 1983. Hans arbetade därefter som universitetslektor vid KTH.
1979 började Hans Lunell på teoripedagogiklinjen vid Musikhögskolan i Stockholm och fortsatte i kompositionsklassen med Gunnar Bucht som professor, där han även studerade elektronmusik för Pär Lindgren.    
Lunell har arbetat med formaliserade kompositionstekniker och har använt algoritmiska kompositionsmetoder för vissa egna verk. 
Mellan 1989 och 1993 var Hans Lunell chef för Elektronmusikstudion EMS. 
I sin roll som datalog har Lunell under mer än trettio år arbetat som konsult med teknisk inriktning, och främst intresserat sig för utveckling av kompilatorer och simulatorer, liksom för objektorientering och inbyggda realtidssystem. Mellan 1993 och 2001 arbetade Lunell på Softsys datakonsult AB. Hans Lunell har även publicerat ett antal böcker inom data och datalogi, avsedda som läroböcker för universitet och högskolor.

## Verklista
Nutida konstmusik
- Affinities I
- Intensita
- Hav
- Medelpadslåtar: Svit
- La notte in Sicilia för sopran, basklarinett och vibrafon (Guido Ballo)
- Three melodies (Till musikförlaget Carl Gehrmans 90-årsjubileum)

Kör
- Trollmor genom seklerna
- Julmix
- Sorg och bekymmer
- Ack himmel var mig huld: Skillingtryck